# Walthère Dewé

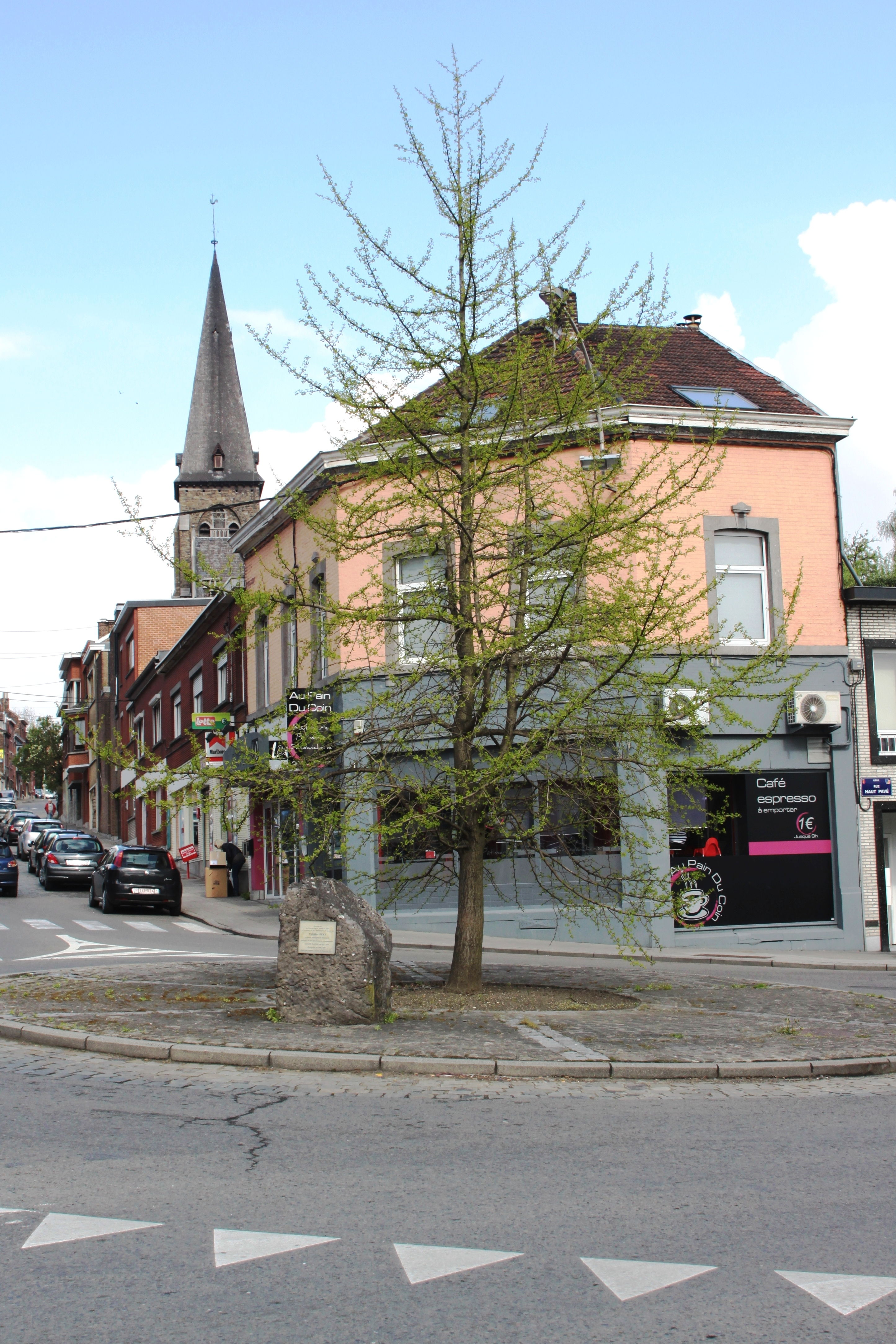
Stèle Walthère Dewé au Thier-à-Liège.

Walthère-Joseph-Charles Dewé est un résistant belge, né à Liège le 26 juillet 1880 et mort à Ixelles le 14 janvier 1944.
Ingénieur de formation, il fonda et dirigea deux grands réseaux de renseignements clandestins au cours des deux guerres mondiales : La Dame blanche en 1916, qu'il créa avec son ami Herman Chauvin sur les cendres du réseau Lambrecht, et le réseau Cleveland puis Clarence en 1940. Il est abattu par un officier allemand au cours d'une mission en 1944.
Walthère Dewé était le cousin du résistant belge de la Première Guerre mondiale Dieudonné Lambrecht, dont il avait pris la relève après l'exécution de celui-ci par les Allemands le 18 avril 1916 au fort de la Chartreuse de Liège.

## Fondation du réseau Clarence
Durant la Première Guerre mondiale, Walthère Dewé avait participé activement à la mise sur pied du réseau de renseignement Dame blanche. Le 3 septembre 1939, jour d'entrée en guerre de la France et de la Belgique, il est contacté par un agent du SIS souhaitant savoir si Dewé serait toujours disposé à créer un réseau de renseignement. Il fonde alors un Corps d'observation belge (COB) constitué d'hommes d'affaires belges. Sous couvert de leur action commerciale avec l'Allemagne, ces agents réalisaient un espionnage industriel permettant de suivre le déploiement de l'effort de guerre allemand.
Dès avant la Seconde Guerre mondiale, Dewé prépare la reprise de ses activités de renseignements et, en juin 1940, dès le début de l'occupation allemande de la Belgique, il commence son activité d'espionnage de la Wehrmacht avec l'aide de son plus proche collaborateur Hector Demarque dont le nom de guerre est « Clarence ». C'est ce nom que Dewé choisit pour baptiser le réseau. La première réunion du conseil de direction se tint à Ixelles, au 41 de l'avenue de la Couronne chez l'une des doyennes du réseau Dame-Blanche, Thérèse de Radiguès (75 ans). Le réseau se réorganise sur le modèle du réseau de la Dame blanche de la première guerre. Il est composé d'un comité directeur, de neuf secteurs provinciaux, d'un secteur routier et d'un secteur français. Les débuts sont difficiles parce que la jonction avec Londres n'est pas aisée à établir (tant par voie terrestre que par radio). Mais, en janvier 1941, grâce à des  parachutages de radios-émetteurs, la liaison sera définitivement établie avec les alliés en poste à Londres. Le réseau Clarence enverra 872 messages radios, 163 rapports comprenant des cartes, des croquis et des photos, 92 courriers qui étaient acheminés vers l'Angleterre via la France et l'Espagne.
Le 22 juillet 1941, une première perquisition eut lieu au domicile des Dewé tandis que Walthère avait fui dans la clandestinité. La Gestapo opère à nouveau chez eux en septembre et en décembre. Stoïque, son épouse ne laisse rien paraître. Ils repartent bredouille. Les émissions par radio deviennent de plus en plus risquées, les Allemands utilisant la radiogoniométrie pour repérer les lieux d'émission. Le 14 janvier 1943, l'épouse de Walthère Dewé est terrassée par une crise cardiaque.
Claude Dansey dira à l'issue de la guerre : « Par la qualité et la quantité des messages et documents qu'il fournit, « Clarence » occupe la première place parmi les réseaux de renseignements militaire de toute l'Europe occupée. »

## Arrestation et mort
Le 14 janvier 1944, un an, jour pour jour, après le décès de son épouse et tandis que ses deux filles sont arrêtées depuis une semaine, Walthère Dewé, qui, bien qu'il se cache, a toujours des contacts à la Régie des Téléphones où il était ingénieur en chef, apprend, par un membre de son réseau qui travaille à la Régie (où s'activent des résistants) que l'écoute des communications allemandes révèle que la Gestapo a intercepté un message dévoilant l'identité de Thérèse de Radiguès, un des membres fondateurs du réseau Clarence. Il décide d'aller personnellement la prévenir pour lui demander de se mettre en sécurité. Mais lorsqu'il arrive chez elle, Avenue de la couronne, 41, dans la commune bruxelloise d'Ixelles, la Gestapo est déjà sur place. Face aux gestapistes qui surgissent dans le salon de madame de Radiguès, Dewé parvient à les bousculer et à fuir en courant. Au carrefour de l'avenue de la Couronne et de la rue de la Brasserie, il saute dans un tram 81 qui s'arrête presque aussitôt à cause d'un feu rouge, le conducteur ignorant qu'il est l'agent du destin. Bondissant hors du tram immobilisé, Dewé se dirige alors vers la place Flagey. Mais il se trouve immédiatement en face d'un officier allemand de la Luftwaffe qui, par un pur hasard, montait la rue de la Brasserie à pied en venant de la place Flagey. Voyant un civil aux abois qui refusait d'obtempérer à son ordre de s'arrêter, l'officier fait feu. Walter Dewé est tué devant le no 2 de la rue de la Brasserie. L'officier est alors pris à partie par les Gestapistes qui lui reprochent de les avoir privés de pouvoir interroger celui dont ils ignorent l'identité,. Ils ignoreront d'ailleurs jusqu'à la fin de la guerre qu'il s'agit du dirigeant du plus important réseau belge de renseignement des deux guerres mondiales, la Dame Blanche d'abord puis Clarence. Privé de son chef, le réseau n'en continuera pas moins son action jusqu'en 1944.

## Hommages
- Rue Walthère Dewé à Liège (une stèle est présente au carrefour des rues Renardi et Haut Pavé).
- Parc Walthère Dewé à Liège
- Rue de l'Université à Liège, plaque commémorative sur la façade de l'ancien bâtiment de la RTT.
- Rue de la Brasserie, 2 à Ixelles, plaque commémorative sur une façade malheureusement taguée.
- Chapelle Saint-Maurice, ou mémorial Walthère Dewé, construite en 1950 sur les plans de l'architecte Roger Jacquemart.
- Rue Fond des Tawes, stèle Walthère Dewé, héros national.
- Parrain de la 150 POL (Promotion à l'École Royale Militaire, faculté polytechnique)[9].

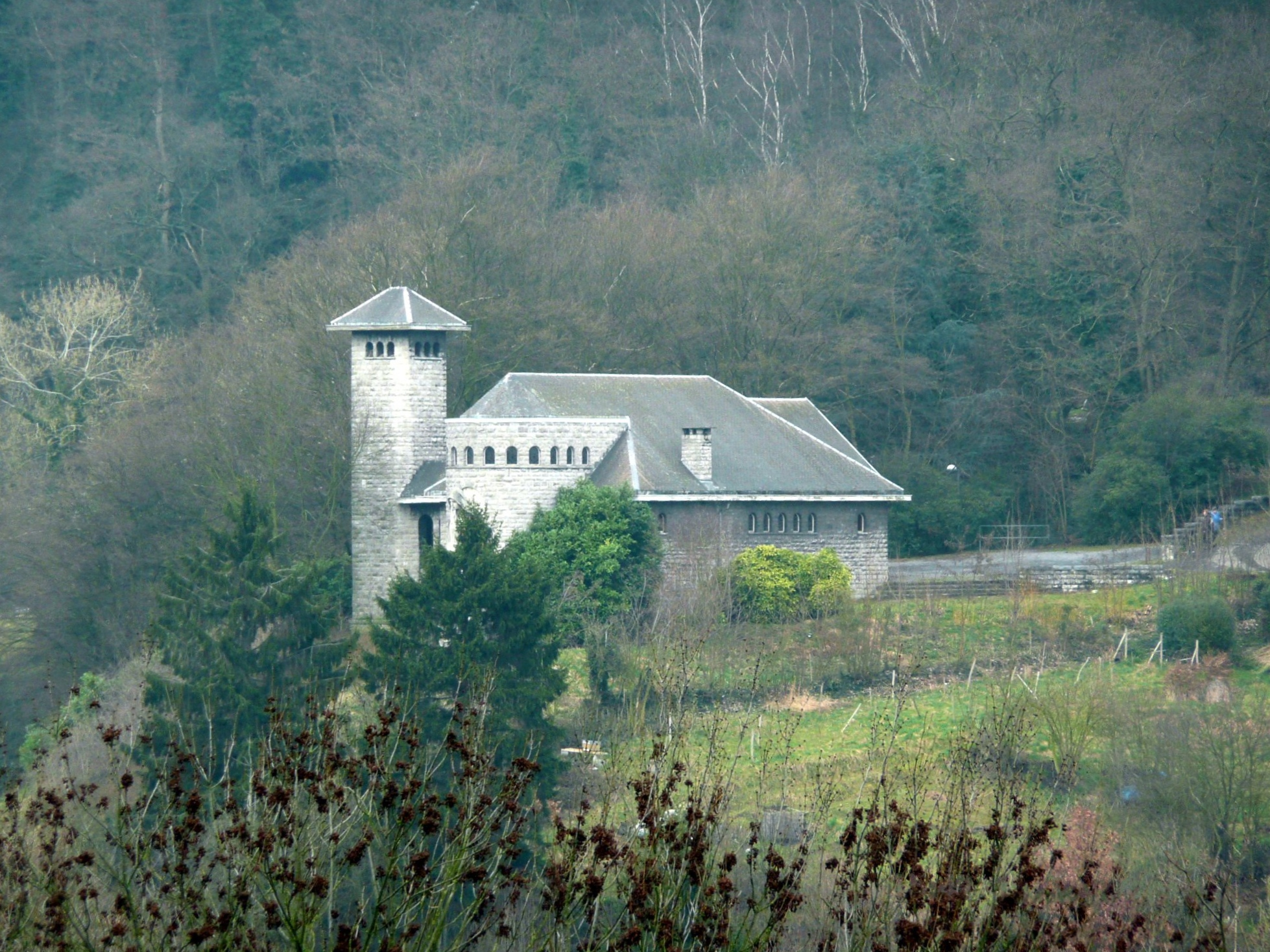
Chapelle Saint-Maurice, mémorial Walthère Dewé.
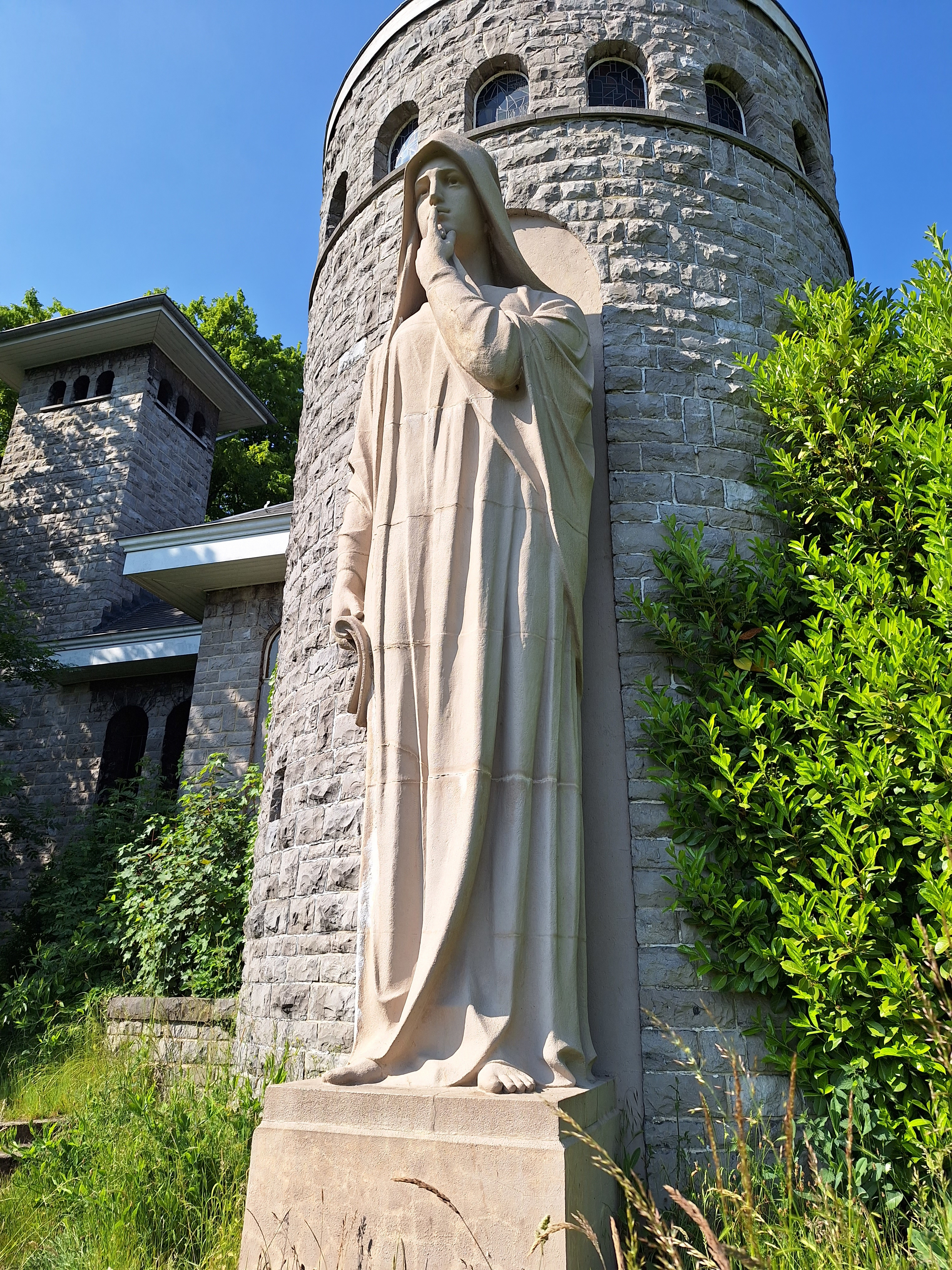
Chapelle St Maurice, statue de la Dame blanche par Jules Brouns.
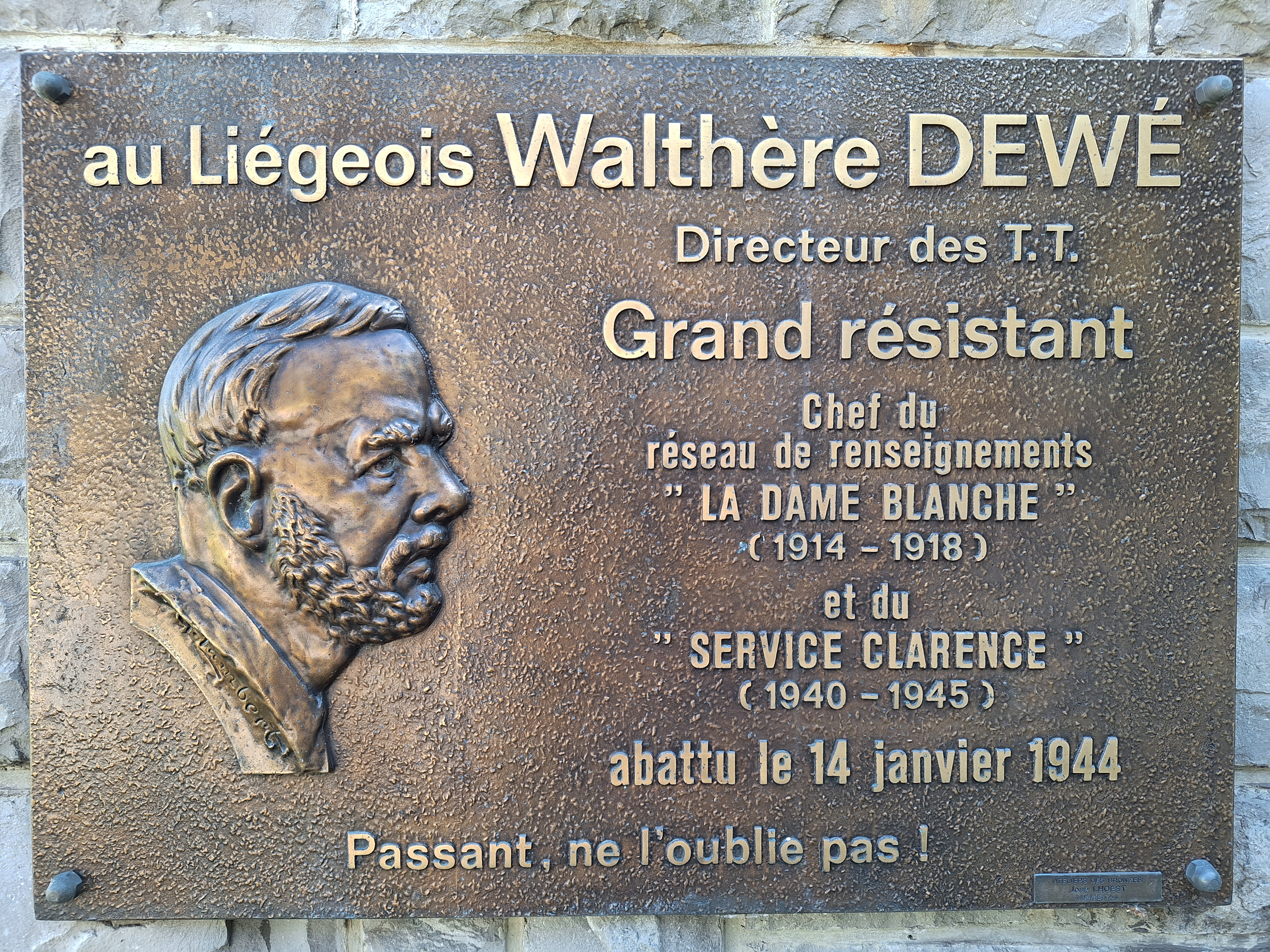
Plaque commémorative Walthère Dewé, rue Coupée à Liège.
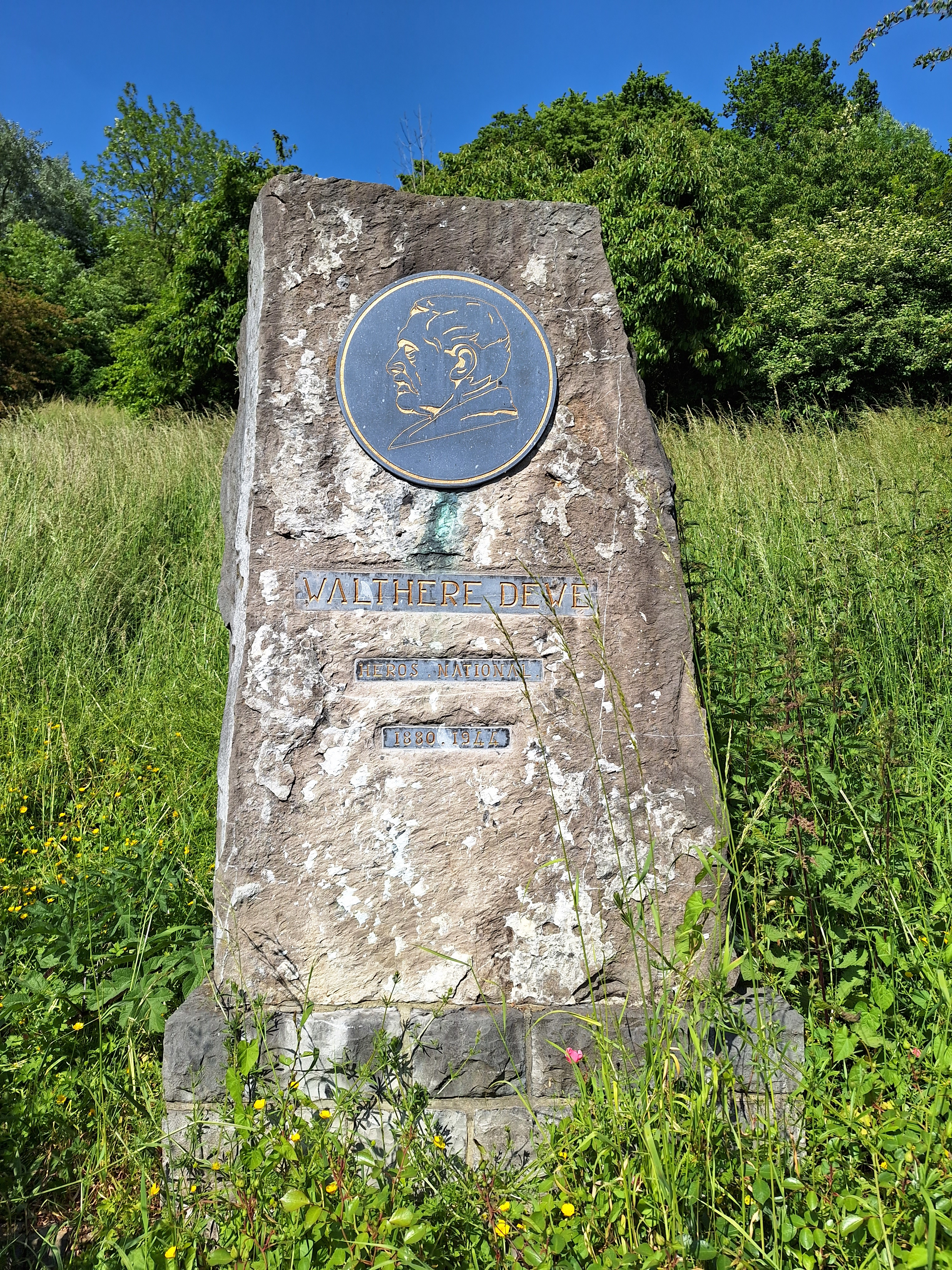
Stèle Walthère Dewé, rue Fond des Tawes à Liège.